# Пустынная диагональ

Французские департаменты по плотности населения: на карте явственно проступает синяя «пустынная диагональ»

Пустынная диагональ, продлённая на территорию Испании и Португалии, становится континентальной диагональю (штриховка)

Пусты́нная диагона́ль (фр. diagonale du vide) — широкая полоса земли на территории метрополии Франции, где плотность населения существенно ниже, чем в остальной части Франции. Эта диагональ идёт от департамента Мёз на северо-востоке к департаменту Ланды на юго-западе.

## Предмет термина
Для территорий, входящих в «пустынную диагональ», характерна плотность населения менее 45 чел./км² (при средней по Франции 104,2 чел./км²). В большинстве департаментов «диагонали» плотность составляет 20—25 чел./км², а в департаменте Лозер — самом малонаселённом департаменте метрополии Франции — лишь 14 чел./км². Диагональ зрительно более заметна на карте более мелких французских административных единиц — департаментов, чем более крупных — регионов.
Причиной появления «пустынной диагонали» является происходившая в XIX — начале XX века массированная урбанизация, сопровождавшаяся переездом населения из сельскохозяйственных районов в города. Годом, в котором сельское население Франции достигало наибольшей величины, был 1846 — с тех пор оно стабильно сокращается. Массированный исход населения в города продолжался вплоть до середины XX века: если согласно переписи населения 1906 года 43,8 % респондентов ответили, что живут за счёт сельского хозяйства, то в 1951 году таких оставалось лишь 31 %, а в 2012 — 1,4 %. Особенно заметно этот процесс выражался в гористых регионах юга Франции с каменистой почвой, трудной для обработки. Так, если население департамента Ардеш в 1861 году составляло 388 500 человек, то к 1962 году оно сократилось более чем на треть, до 245 600 человек — как за счёт миграции, так и за счёт более низкой, чем в других департаментах, рождаемости.
«Пустынная диагональ» является частью диагонали бо́льшей протяжённости, но с теми же характеристиками — так называемой «континентальной диагонали», которая является её продолжением на территории Испании и Португалии.

## Возникновение, использование и развитие термина
Грезийон, Александр и Сажалоли в своей работе пишут о том, что данное явление было впервые отмечено географом Шарлем Дюпеном в его трактате о производственных и торговых силах Франции, опубликованном в 1837 году. В 1947 году географ Жан-Франсуа Гравье описывал его как «французскую пустыню». Впоследствии термин был несколько смягчён и превратился в «пустынную диагональ».
В 1981 году географом Роже Бетейем был также введён термин «пустынная Франция».
Термин, помимо прочего, использовался существовавшим с 1963 по 2014 год во Франции Межминистерским управлением по региональному обустройству и привлекательности (DATAR), но о происхождении термина в деятельности управления ничего не известно.
Сегодня многие географы избегают термина «пустынная диагональ», полагая его одновременно пейоративом и преувеличением, а вместо него используют описательные конструкции, например «диагональ с малой плотностью населения».
Некоторые исследователи последнего времени, такие как Эрве Ле Бра и Эмманюэль Тодд, и вовсе полагают, что данный термин уже не применим к 2000-м годам, так как в некоторых департаментах «диагонали» (таких, как Эндр и Жер) отмечается рост населения. Согласно данным, собранным этими двумя исследователями, отрицательная демографическая динамика отмечается лишь на участке от Центрального массива до Лотарингии. Вместе с тем, данная тенденция выглядит достаточно хрупкой, поскольку вызвана она не естественным приростом населения, а переездом пенсионеров для постоянного проживания в сельскую местность.